# فستوس آرتور
فستوس آرتور (انگلیسی: Festus Arthur؛ زادهٔ ۲۷ فوریهٔ ۲۰۰۱) بازیکن فوتبال است.
از باشگاه‌هایی که در آن بازی کرده‌است می‌توان به باشگاه فوتبال استوک‌پورت کانتی اشاره کرد.